# Depois do Universo
Depois do Universo é um filme de drama brasileiro escrito e dirigido por Diego Freitas e com produção da Camisa Listrada. O longa estrelado por Giulia Be e Henry Zaga teve sua estreia mundial em 27 de outubro de 2022 na plataforma de streaming Netflix. É co-protagonizado por Leo Bahia, Viviane Araújo, Othon Bastos e João Miguel. Em menos de 24 horas o filme já tinha alcançado o Top 10 de produções mais consumidas da plataforma na semana. 

## Premissa
A talentosa pianista Nina (Giulia Be) precisa superar os desafios de lidar com o lúpus, uma doença autoimune que pode atacar qualquer parte do corpo – o rim, no caso dela.
A jovem é surpreendida por uma forte conexão com Gabriel (Henry Zaga), um dos médicos da equipe que a atende, que irá ajudá-la a superar suas inseguranças na luta para tocar nos palcos junto a uma grande orquestra de São Paulo.

## Elenco
- Giulia Be como Nina Soares
- Henry Zaga como Gabriel
- Othon Bastos como Joaquim Soares
- Viviane Araújo como Amanda
- Leo Bahia como Yuri
- João Miguel como Alberto
- Denise Del Vecchio como Emília Borba
- Isabel Fillardis como Doutora Simone
- Rita Assemany como Raimunda (Mundinha)
- Adriana Lessa como Lurdes [3]
- Chan Suan como Cintia Huang
- Giselle Prattes como Bianca
- Guilherme Rodio como Eduardo
- Luiza Dantas como Lara
- Matheus Ribeiro como Túlio
- Sérgio Menezes como Doutor Antônio Borges

## Lançamento
O filme foi lançado na Netflix em 27 de outubro de 2022. Imediatamente, o filme ganhou bastante repercussão na plataforma, alcançando uma colocação entre os mais vistos em diversos países. No Brasil, esteve entre os 10 mais vistos em sua semana de estreia e se manteve nele por oito semanas. 

## Música
Para a trilha sonora, a atriz da protagonista, Giulia Be, escreveu uma composição, sendo uma versão em português e outra em inglês, com o nome do longa. As faixas originais foram lançadas em 28 de outubro de 2022 como singles, sendo um dia após o lançamento do filme. Mais tarde, as músicas foram incluídas na edição estendida do álbum de estreia da cantora, intitulado Disco Voador.
- "Malandragem" (por Cássia Eller)
- "Toda Forma de Amor" (por Lulu Santos)
- "Liberdade (Quando o Grave Bate Forte)" (por Alok, MC Don Juan e DJ GBR)
- "Für Elise" - (por Figure and Groove)
- "Be Here Now" (por Gustavo Bertoni)
- "Supermarket Flowers" (por Ed Sheeran)
- "Depois do Universo" (por Giulia Be)
- "Beyond the Universe" (por Giulia Be)